# Amper
Amper je řeka v Bavorsku, levý přítok Isaru. Horní část toku se od 14. století nazývá Ammer, patrně podle stejnojmenného jezera.

## Tok řeky
Amper pramení jako Ammer jižně od Oberammergau v podhůří Bavorských Alp v nadmořské výšce asi 850 m. Asi po 15 km, severně od Unterammergau, vytéká do pahorkatiny, kde se hluboko zařezává do morénové krajiny a u Diessenbergu vtéká do Ammerského jezera, asi 30 km západně od Mnichova. Ze severního konce jezera teče na severovýchod kolem Dachau a u Moosburgu se po 186 km toku vlévá do Isaru. Hlavními přítoky jsou Glonn a Würm, průtok při ústí má 140 až 300 m3/s.